# Первый мститель: Противостояние
«Пе́рвый мсти́тель: Противостоя́ние» (англ. Captain America: Civil War) — американский полнометражный художественный супергеройский фильм 2016 года с участием одноимённого персонажа комиксов издания Marvel Comics. Продолжение фильма «Первый мститель: Другая война» (2014), а также 13-я по счёту картина медиафраншизы «Кинематографическая вселенная Marvel» (КВМ) и первая лента в Третьей фазе данной франшизы. Режиссёрами фильма выступили братья Руссо, сценаристами — Кристофер Маркус и Стивен Макфили. В фильме приняли участие актёры Крис Эванс, Роберт Дауни-младший, Скарлетт Йоханссон, Себастиан Стэн, Энтони Маки, Чедвик Боузман, Том Холланд, Уильям Хёрт, Даниэль Брюль и другие. По сюжету, после несчастного инцидента с участием Мстителей команда раскалывается на два лагеря: Стив Роджерс считает, что команда должна сохранить независимость от правительства, Тони Старк решает сохранить контроль над командой во избежание катастроф.
В конце 2013 года Кристофер Маркус и Стивен Макфили начали писать сценарий на основе комикса Марка Миллара и Стива Макнивена «Гражданская война»; были использованы сюжетные элементы и персонажи из предыдущих фильмов о Капитане Америке. После положительной реакции зрителей на «Другую войну» братья Руссо приступили к работе над продолжением в начале 2014 года. В октябре того же года Marvel раскрыли название и синопсис фильма, а также участие в фильме Роберта Дауни-младшего; в следующие месяцы к актёрскому составу присоединились другие актёры. Основные съёмки начались в апреле 2015 года на студии Pinewood Atlanta Studios в округе Фейетт (штат Джорджия), продолжались в районе Атланты и завершились в Германии в августе 2015 года. Визуальные эффекты к фильму разрабатывались около 20 различными студиями.
Мировая премьера фильма «Первый мститель: Противостояние» состоялась 12 апреля 2016 года в театре «Долби» в Голливуде (Лос-Анджелес), а 6 мая того же года картина вышла в американский прокат. Фильм имел коммерческий успех, собрав более 1,1 млрд долларов США по всему миру и став самым кассовым фильмом 2016 года. Он получил положительные отзывы критиков, в частности за актёрскую игру Эванса и Дауни, боевые сцены и музыкальное сопровождение. Четвёртый фильм, «Капитан Америка: Новый мир», вышел в 2025 году. Он является продолжением сериала «Сокол и Зимний солдат» (2021) и повествует о Сэме Уилсоне, окончательно получившем титул Капитана Америки.

## Сюжет
В 1991 году на базе в Сибири преступная организация «Гидра» активирует у суперсолдата Джеймса «Баки» Барнса программу «Зимний солдат» и отправляет его на задание: он должен перехватить автомобиль, перевозящий запас сыворотки суперсолдата.
Весной 2016 года, через год после битвы в Заковии и победы команды «Мстители» над Альтроном, в Лагосе Стив Роджерс, Наташа Романофф, Сэм Уилсон и Ванда Максимофф пытаются помешать Броку Рамлоу выкрасть биологическое оружие. Пытаясь убить Роджерса, Рамлоу взрывает себя. Ванда с помощью своих способностей сдерживает взрыв, но теряет контроль и случайно разрушает одно из зданий, в котором погибают несколько граждан Ваканды.
Госсекретарь США Таддеус Росс сообщает Мстителям, что ООН готовится принять Заковианский договор и сформировать международный орган по контролю и надзору за командой. Мнения Мстителей разделяются: Тони Старк поддерживает действия правительства, ощутив свою вину за создание Альтрона и разрушение Заковии, но Роджерс считает, что правительство будет ограничивать свободу действий команды и ставит под сомнение истинные цели договора. Между тем, бывшая возлюбленная Стива Маргарет «Пегги» Картер умирает во сне от старости. Роджерс отправляется на её похороны в Великобританию, и после прощальной речи её племянницы, Шэрон Картер, ещё больше убеждается в правильности своей позиции относительно договора. Тем временем бывший полковник разведки Заковии Гельмут Земо выходит на след старого куратора Барнса в Кливленде и убивает его, после чего находит и забирает книгу с ключевыми словами, с помощью которых можно активировать программу в голове Барнса. На конференции ООН в Вене во время ратификации договора происходит взрыв, в результате которого погибает король Ваканды Т’Чака. Записи с камер видеонаблюдения показывают, что взрыв организовал Барнс, который объявляется в международный розыск. Сын Т’Чаки, Т’Чалла, клянётся убить Барнса. Роджерс и Уилсон выслеживают Барнса в Бухаресте и пытаются защитить его от Т’Чаллы, но всех четверых арестовывает полиция Бухареста и Джеймс Роудс.
Выдавая себя за психиатра, Земо зачитывает Барнсу слова из книги для активации программы «Зимний солдат». Барнс разносит штаб-квартиру и пытается сбежать, но его останавливает Роджерс, и они оба падают в реку. Стив спасает Барнса и прячет его в заброшенном гараже. Последний приходит в себя и объясняет, что Земо организовал взрыв в Вене для встречи с ним и сейчас направляется в Сибирь на старую базу Гидры, где оставшиеся «Зимние солдаты» пребывают в анабиозе. Роджерс и Уилсон вербуют Максимофф, Клинта Бартона и Скотта Лэнга. Старк берёт в команду Романофф, Т’Чаллу, Роудса, Вижна и Питера Паркера. В аэропорту Лейпциг/Галле между командами Старка и Роджерса происходит сражение. Романофф помогает Роджерсу и Барнсу сбежать, а Вижн во время битвы случайно сбивает Роудса в воздухе и в результате падения его нижняя часть тела оказывается парализованной. Оставшихся союзников Роджерса помещают в тюрьму «Рафт», а Романофф пускается в бега.
Старк с помощью П.Я.Т.Н.И.Ц.ы узнаёт, что Барнса подставил Земо. Он прибывает в «Рафт» и спрашивает Уилсона о местонахождении Роджерса. После этого он отправляется в Сибирь на базу Гидры и мирится с Роджерсом и Барнсом. За троицей тайно следит Т’Чалла. Они находят трупы суперсолдат, после чего появляется Земо и заявляет, что из-за Мстителей он потерял всю семью в Заковии, поэтому Мстителям предстоит познать тоже самое. Он показывает Старку запись от 16 декабря 1991 года, на которой Барнс, будучи Зимним Солдатом, перехватывает автомобиль Говарда и Марии Старк, родителей Тони, убивает их и забирает сыворотку. Обезумев от того, что Роджерс знал об этом, Старк нападает на него и Барнса; Земо скрывается. Старк уничтожает роботизированную руку Барнса, а Роджерс выводит из строя броню Старка. Роджерс уходит вместе с Барнсом и оставляет Старку свой щит. Довольный отмщением Мстителям за гибель своей семьи, Земо пытается застрелиться, но Т’Чалла останавливает его и доставляет к властям. После битвы в Сибири Старк создаёт экзоскелет для ног, чтобы Роудс мог снова ходить. Старк получает письмо от Роджерса, в котором тот извиняется за молчание о гибели его родителей и оставляет ему мобильный телефон для связи в экстренных случаях. Роджерс в это время освобождает своих союзников из тюрьмы «Рафт».
В сцене в середине титров Барнс, находясь в Ваканде, принимает решение погрузиться в криогенный сон до тех пор, пока не найдётся лекарство от смертоносной программы в его голове. В сцене после титров Питер Паркер тестирует новые веб-шутеры, разработанные Старком.

## Актёрский состав

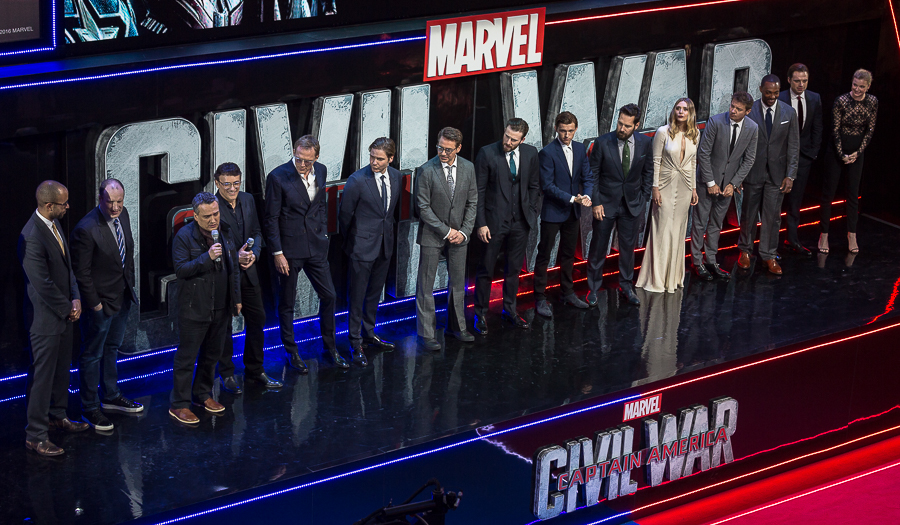
(Л-П) Нейт Мур, Кевин Файги, братья Руссо, Пол Беттани, Даниэль Брюль, Роберт Дауни-младший, Крис Эванс, Том Холланд, Пол Радд, Элизабет Олсен, Джереми Реннер, Энтони Маки, Себастиан Стэн и Эмили Ванкэмп на премьере фильма в Лондоне

- Крис Эванс — Стив Роджерс / Капитан Америка:
Лидер фракции команды «Мстители», выступающей против контроля со стороны правительства[18][19]; ветеран Второй мировой войны, был усовершенствован до предела человеческих возможностей и помещён в состояние анабиоза, впоследствии проснулся в современном мире[20][21]. Режиссёр Энтони Руссо так описал сюжетную линию Капитана Америки: по ходу фильма он превращается из души компании в сознательного пропагандиста, а к концу фильма — в настоящего мятежника[22]. В отличие от создателей комикса «Гражданская война», в фильме режиссёры не планировали убивать Роджерса и назвали концовку «лёгким финалом», отметив её сложность и привлекательность: «Можно ли когда-нибудь восстановить эти важные отношения? Неужели эта семья разрушена навсегда?»[23]. Режим тренировок Эванса для роли включал в себя силовые упражнения, гимнастику и плиометрику без кардиотренировок, а также диету с высоким содержанием белка[24]. Костюм Роджерса в фильме претерпел «малозаметные изменения во всех деталях и крое», а также в цвете, став комбинацией стелс-костюма из фильма «Первый мститель: Другая война» (2014) и костюма из фильма «Мстители: Эра Альтрона» (2015)[25].
- Роберт Дауни-младший — Тони Старк / Железный человек:
Лидер фракции команды «Мстители», выступающей за контроль за командой со стороны правительства[18][19]; «самоназванный гений, миллиардер, плейбой и филантроп» с электромеханической бронёй собственного изобретения[26][27]. Энтони Руссо заявил, что эгоцентризм и самомнение Старка позволили сценаристам «подвести его к такому жизненному моменту, когда он готов подчиниться властям и считает, что это правильно». Джо Руссо добавил, что благодаря гипнотическим видениям, которые Старк испытал в «Эре Альтрона», у него появился комплекс вины, который «заставляет его принимать очень специфические решения»; эмоциональное развитие персонажа «очень сложное»[22]. Личный тренер Дауни Эрик Орам утверждал, что при постановке сцены поединка Роджерса со Старком важно было показать, что Старк, чтобы победить, использует «минимально необходимую силу»[28]. Изначально Marvel хотела, чтобы роль Роберта была небольшой, но «Дауни требовал, чтобы Старк сыграл более существенную роль в сюжете фильма». Издание Variety отметило, что Дауни-младший должен получить 40 млн долларов и процент от прибыли, а также дополнительную выплату, если фильм превзойдёт «Другую войну» по сборам[29].
- Скарлетт Йоханссон — Наташа Романофф / Чёрная вдова:
Мститель и союзник Старка[18][19]; в прошлом супершпион организации «Щ.И.Т.»[30]. Энтони Руссо отметил её противоречивость: «Разумом она на стороне Тони, но сердцем во многом с Кэпом»[22]. Йоханссон добавила, что Романофф мыслит стратегически, что является её сильной стороной: сила Наташи в опыте, она способна мгновенно принять верное решение, не поддаваясь эмоциям. По словам Йоханссон, её героиня дистанцируется от сражений Мстителей и их борьбы между собой, занимая стороннюю позицию, которая позволяет лучше видеть происходящее[31]. Описывая положение своей героини после событий «Эры Альтрона», Йоханссон отметила: «Я думаю, что прошлое всегда будет её преследовать. Она пытается двигаться вперёд и заново собрать свою жизнь из осколков»[32]. Актриса заявила, что Романофф находится на том этапе жизни, когда она сама может делать выбор[33]. Говоря о продолжении отношений между Романофф и Роджерсом со времён «Другой войны» Джо Руссо пояснил, что они хотели «проверить их», заставив Романофф указать Роджерсу на ошибки команды и убедить его, «что всё может быть не таким чёрно-белым, как ему кажется», и что Мстители должны «найти способ работать в рамках системы, чтобы их не расформировали»[22].
- Себастиан Стэн — Джеймс Бьюкенан «Баки» Барнс / Зимний солдат:
Суперсолдат-убийца с промытыми мозгами и союзник Роджерса[18][19]; лучший друг Стива, считавшийся погибшим во время Второй мировой войны[34][35][36]. Образ сочетает в себе черты Барнса и Зимнего солдата; Стэн заявил: «Вот парень, который получается, если объединить их обоих. Вот что получилось». По утверждению актёра, его герой больше никогда не будет настоящим Баки Барнсом — он сохранит узнаваемые черты, но опыт Зимнего солдата «всегда будет его преследовать»[37]. У персонажа в фильме больше реплик, чем в «Другой войне»[38].
- Энтони Маки — Сэм Уилсон / Сокол:
Мститель и союзник Роджерса[18][19]; бывший десантник, обученный воздушным боям с использованием специально разработанного летательного ранца и крыльев[39]. Уилсону также помогает летательный дрон по имени Редвинг[40]. Маки так прокомментировал отношения между Уилсоном и Роджерсом: «Здорово, что между Соколом и Капитаном существует взаимное уважение. Это уважение, свойственное солдатам… Он [Сокол] уважает Капитана и восхищается им, потому что тот заслужил своё звание, а не просто сидел в офисе, отдавая приказы». Актёр отметил, что фильм позволяет увидеть развитие их отношений[41][42]. Джо Руссо заявил, что включение Барнса в группу Роджерса заставляет Уилсона поставить под сомнение отношения с Роджерсом[22].
- Дон Чидл — Джеймс «Роуди» Роудс / Воитель:
Мститель, близкий друг Тони Старка, примкнувший к нему во время раскола мстителей[18][19]; офицер Военно-воздушных сил США, управляющий механической бронёй «Воитель»[43]. Чидл посчитал, что Роудс в картине играет бо́льшую роль, чем в предыдущих фильмах[44].
- Джереми Реннер — Клинт Бартон / Соколиный глаз:
Мастер стрельбы из лука и союзник Роджерса[18][19]; мститель в отставке и бывший агент организации «Щ.И.Т.»[25][45]. О причинах, побудивших Бартона перейти на сторону Роджерса, Реннер заявил: «Капитан был первым, кто позвонил. Давайте просто сделаем работу, и я вернусь домой к семье»[42]. Актёр посчитал Бартона полезным парнем[46] и отметил, что тот был обязан встать на сторону Ванды Максимофф, поскольку её брат, Пьетро Максимофф, пожертвовал собой, чтобы спасти Клинта в «Эре Альтрона»[47]. Реннер заявил: «Я счастлив работать в коллективе. Я ни в коем случае не стремлюсь делать сольный фильм»[46].
- Чедвик Боузман — Т’Чалла / Чёрная пантера:
Принц африканского государства Ваканда и союзник Старка[18][19][48][49][50], обладает особыми физическими способностями благодаря серцевидной траве[51]. Продюсер Кевин Файги объяснил, что персонаж был включён в фильм, «потому что нам нужна была третья сторона… свежий взгляд кого-то, не связанного с Мстителями и имеющего совершенно иную точку зрения». Т’Чалла только осваивает роль Чёрной Пантеры, носителя мантии и воина-защитника народа Ваканды[52], и не только появляется в камео, но и имеет полноценную сюжетную линию с собственным конфликтом и со своим народом[53]. Боузман вместо прослушивания участвовал в «дискуссии о том, что [Marvel] хотели сделать, и как я это видел, и что хотел сделать»[54]. Т’Чалла разрывается между вызовами настоящего и необходимостью жить в соответствии с традициями, наследием своего отца и Ваканды[53]. Боузман сам разработал вакандский акцент и использовал его на протяжении всего съёмочного процесса, в том числе и за кадром[23]. Вакандский язык был основан на языке Коса, которому Боузмана научил Джон Кани (исполнитель роли Т’Чаки)[55]. Костюм Чёрной Пантеры представлял собой сочетание настоящего костюма и визуальных эффектов, в его составе была использована сетка из вибраниума, похожая на кольчугу[22]. Художник по костюмам Джудианна Маковски отметила сложность создания костюма Чёрной пантеры и королевского облика: в костюме требовалось что-то от кошки, ощущение этнической принадлежности; в то же время мир Ваканды ещё не был создан и «не хотелось заходить слишком далеко и слишком много о нём говорить»; приходилось избегать сходства с африканской одеждой ввиду того, что настоящие королевские особы из Африки обычно «получают образование на Западе и одеваются на Сэвиль-Роу»[56]. Боузман подписал контракт с Marvel на пять фильмов[57].
- Пол Беттани — Вижн:
Мститель и союзник Старка[18][19]; синтетический андроид, созданный Альтроном с помощью искусственного интеллекта Д.Ж.А.Р.В.И.С. и Камня Разума[43]. Поскольку Вижн был создан только в предыдущем фильме, «Эра Альтрона», Беттани заявил, что его персонаж «должен быть одновременно всемогущим и абсолютно наивным. Ему необходимо ощущать мир в реальном времени и своё место в нём. Станет ли он силой добра или силой зла?»[58]. Беттани отметил, что Вижн даёт пищу для размышлений о том, «что значит быть человеком и что такое любовь». Основанием преданности может быть только любовь[59], как в отношениях между Вижном и Вандой Максимофф. Согласно комментарию Беттани, «у них обоих появились новые силы, которые они не понимают… Я думаю, он беспокоится, что они оба опасны. Поэтому он чувствует настоящую связь с ней»[60]. Вижн обладает способностью создавать и в любой момент изменять костюм-голограмму, решив сделать его похожим на костюм атташе Говарда Старка и Эдвина Джарвиса[25].
- Элизабет Олсен — Ванда Максимофф:
Мститель и союзник Роджерса[19][61], обладающий телекинетическими и гипнотическими способностями[62]. По словам Олсен, героиня находит своё место, и в ней начинается конфликт насчёт того, как использовать свои способности: это и её внутренняя драма, и конфликт внутри Мстителей[63]. Маковски отметила, что костюм Ванды был «относительно повседневным» и «больше походил на обычную одежду, чем на супергеройскую», поскольку Руссо считали, что Максимофф ещё не стала полноценным Мстителем[64]. Олсен так прокомментировала отличие отношений Ванды и Вижна от показанных в комиксах: «В фильме вы узнаете немного больше о том, что их связывает. И я думаю, что между мной и Полом есть несколько очень приятных моментов, которые больше говорят о том, как они связаны друг с другом, и об их сходстве, основанном на их сверхспособностях»[65].
- Пол Радд — Скотт Лэнг / Человек-муравей:
Бывший инженер-электрик и мелкий преступник, союзник Роджерса[18][19]; имеет костюм, позволяющий ему уменьшаться или увеличиваться в размерах, одновременно увеличивая или уменьшая его силу[43][66][67]. Костюм Радда стал «обтекаемым и более высокотехнологичным», чем в фильме «Человек-муравей» (2015)[25]. Режиссёр «Человека-муравья» Пейтон Рид, обсуждавший персонажа с братьями Руссо, отметил важность преемственности в этой вселенной[68]. Продюсер Кевин Файги высоко оценил идею Лэнга увеличиться в размерах и превратиться в Человека-гиганта[англ.], что переломило ход битвы в аэропорту. По его мнению, это было «грандиозно, шокирующе и неожиданно». Файги заявил, что идеи Человека-гиганта не было среди множества задумок для фильма «Человек-муравей и Оса» (2018), поэтому этот ход оказался «забавным и… неожиданным»[69]. Энтони Руссо добавил, что трансформация Лэнга стала продолжением сюжетной линии персонажа из «Человека-муравья»[70].
- Эмили Ванкэмп — Шэрон Картер:
Бывший агент организации «Щ.И.Т.» и работник в ЦРУ, а также племянница Пегги Картер и союзник Роджерса[18][19][71][72]. Ванкэмп заявила, что её героиня встала на сторону Роджерса, потому что у них «схожие моральные ориентиры»[73]. О возможных отношениях между Картер и Роджерсом, которые имеют место в комиксах, Эванс отметил: «Он, конечно, открыт для этого. Шэрон, безусловно, подходит, но… мы не обязаны связывать всё в одном фильме. Так что у них есть время»[74]. Ванкэмп добавила, что герои «определённо лучше узнают друг друга»[73].
- Том Холланд — Питер Паркер / Человек-паук:
Подросток, вступивший в союз со Старком[75]; получил сверхспособности после того, как его укусил радиоактивный паук[76][77][78][79]. Согласно комментарию Файги, персонаж будет разрываться между идеологиями супергероев: «Хочет ли он быть похожим на других героев? Хочет ли он не иметь с ними ничего общего? Как на него повлияет то, что он знает, как поступать, и одновременно то, что он супергерой? Всё это Стэн Ли и Стив Дитко обыгрывали первые десять лет комиксов, а теперь мы впервые можем поиграть с этим в фильме»[80]. Энтони Руссо заявил, что, хотя Паркер вступает в конфликт уже после формирования обеих фракций и не имеет особых политических интересов, его выбор обусловлен «очень личными отношениями» со Старком[75][81]. Руссо расчитывали на «очень логичный, реалистичный и натуралистичный подход к персонажу» по сравнению с предыдущими киновоплощениями. Энтони добавил, что введение персонажа должно было соответствовать особой стилистической тональности мира КВМ, а также заданной режиссёрами в «Другой войне»: «Он немного более приземлённый, жёсткий и современный»[82]. Костюм Человека-паука Джо Руссо охарактеризовал как немного более традиционный, созданный под влиянием Стива Дитко. По его словам, в фильме раскрывается принцип работы костюма, в частности, механические глаза[83]. Холланд решил не читать весь сценарий фильма, чтобы избежать возможной утечки информации сюжета в сеть[84]. Изначально его пригласили на три фильма, не считая «Противостояния»[85]. Позже Холланд подписал контракт на три фильма о Человеке-пауке и три сольных фильма[86].
- Мариса Томей — Мэй Паркер: тётя Питера Паркера[87].
- Фрэнк Грилло — Брок Рамлоу / Кроссбоунс:
Бывший командир контртеррористической команды «У.Д.А.Р.», который был агентом преступной организации «Гидра». Грилло так охарактеризовал своего персонажа: «Он крутой. Он просто злодей. Мне нравится безбашенность. Я был на 15 фунтов тяжелее, когда снимался во второй части, и набрал ещё 15 фунтов, чтобы сняться в третьей»[88]. По словам Грилло, главной целью Рамлоу в фильме является месть, и другие его чувства, когда он разрывается между сторонами, не имеют значения[89].
- Мартин Фримен — Эверетт К. Росс:
Член Объединённого контртеррористического центра ЦРУ и персонаж, в комиксах связанный с Чёрной Пантерой[90][91][92]. По словам актёра, Росс работает на американское правительство в связке с супергероями и агентствами, которые помогают приводить их к покорности[93]. Файги добавил, что Росс появится в фильме ненадолго, с возможностью расширения его роли в будущих фильмах[76]. Фримен подписал контракт на три фильма: «Противостояние», «Чёрная пантера» (2018) и «Чёрная пантера: Ваканда навеки» (2022)[94].
- Уильям Хёрт — Таддеус Росс:
Государственный секретарь США и бывший генерал армии ВС США[40][43]. Уильям, говоря о возвращении в КВМ после появления в фильме «Невероятный Халк» (2008), заявил, что речь идёт не о повторении, а о совершенно новой, более современной версии персонажа[95][96]. Джо Руссо добавил, что Росс — идеальный персонаж, потому что он — идейный борец с супергероями, фанатик, который теперь намного более искушён в политике и занимает место во власти, напоминая Колина Пауэлла; Росс загоняет Мстителей в угол. По словам Руссо, персонажа включили в фильм, чтобы сделать Невероятного Халка снова актуальным, поскольку о нём, «возможно, немного забыли»[22].
- Даниэль Брюль — Гельмут Земо[39][97]:
Заковианский полковник разведки, ставший террористом. Одержим идеей нанести поражение Мстителям. Земо в фильме известен под несколькими именами и не носит свою фирменную маску из комиксов[76]. Брюль отметил, что персонаж фильма не имеет тесной связи с героем из комиксов: «некоторые персонажи и вещи, с которыми они сталкиваются, всегда связаны с текущими событиями, как и мой персонаж…»[98]. По словам актёра, Земо в значительной степени продукт кинематографической вселенной Marvel и всех её предшествующих событий[76]. Энтони Руссо назвал его обычным человеком, который считает, что достаточно видел, как сражаются Мстители и понимает, что не может победить, но может подорвать их позиции: «он движим эмоциями и находит [их] слабое место»[23]. Брюля выбрали на роль из-за его немецкого акцента; актёр не считал её стереотипной и не видел в герое злодея: «на самом деле он очень умный — очень сообразительный парень, чьи поступки вполне понятны и мотивированы»[99].

Кроме того, Джон Слэттери и Хоуп Дэвис исполняют роли родителей Тони Старка — Говарда и Марии Старк соответственно. Керри Кондон озвучивает ИИ Старка — П.Я.Т.Н.И.Ц.А.. Джон Кани исполняет роль Т’Чаки, отца Т’Чаллы и правителя Ваканды; Джин Фарбер появляется в роли полковника Василия Карпова, представителя «Гидры» и куратора программы «Зимний солдат», а Флоренс Касумба играет роль Айо, участницы команды охраны Т’Чаллы под названием «Дора Миладже». Элфри Вудард, которая играла Мэрайя Диллард в сериале «Люк Кейдж», ненадолго появляется в фильме в роли Мириам Шарп, матери американского гражданина, погибшего в битве при Заковии. Дауни предложил Вудард на эту роль ещё до того, как студия Marvel узнала о её участии в сериале «Люк Кейдж». Джим Раш появляется в роли преподавателя Массачусетского технологического института. Стэн Ли появляется в эпизодической роли курьера FedEx. Сорежиссёр Джо Руссо появляется в эпизодической роли доктора Тео Бруссара, официального психиатра Барнса, убитого Гельмутом Земо. Демион Пуатье, который появился в роли Таноса в фильме «Мстители» (2012) до получения Джошом Бролином этой роли в последующих фильмах, появляется в роли одного из наёмников Рамлоу.

## Производство

### Разработка
«Это гражданская война в Кинематографической Вселенной, во многом вдохновленная комиксом «Гражданская война», но у нас совсем другая преемственность… Это не столько про тайные личности, сколько про то, кто кому подчиняется и кто может согласиться на комитет по надзору. Потому что на данный момент, в Мстителях 2, больше нет совета безопасности, нет «Щ.И.Т.а», очевидно. Старк платит «Мстителям», Капитан Америка руководит ими, и происходят вещи, которые заставят правительства задуматься»
В марте 2014 года режиссёры Энтони и Джо Руссо подтвердили, что снимут третью часть про Капитана Америку, Крис Эванс вновь исполнит главную роль, Кевин Файги спродюсирует картину, а Кристофер Маркус и Стивен Макфили напишут сценарий. Маркус и Макфили начали писать сценарий в конце 2013 года, а братья Руссо приступили к работе в феврале 2014 года. Продюсеры привлекли братьев Руссо к съёмкам за три месяца до премьеры, после успешных тестовых показов кинокомикса «Первый мститель: Другая война» (2014). За роль в фильме Эванс заработал 15 млн долларов США.
В интервью в апреле 2014 года Джо Руссо отметил, что проект продолжает сюжет из «Другой войны»: «он состоит из двух частей. Путешествие Зимнего солдата ещё не окончено». В том же месяце Marvel утвердили дату премьеры картины на 6 мая 2016 года, а Трент Опалок, оператор «Другой войны», подтвердил, что присоединился к съёмкам проекта. В июле Маркус и Макфили заявили, что написали половину чернового варианта сценария. В следующем месяце они сообщили, что хотят «совместить» в фильме атмосферу «Первого мстителя» и «Другой войны», а братья Руссо сравнивали фильм с психологическим триллером и вдохновлялись картинами «Крёстный отец» (1972), «Семь» (1995) и «Фарго» (1996), наряду с вестернами и фильмами Брайана Де Пальмы. По словам братьев Руссо, «значительная часть [„Противостояния“] на самом деле веселее, чем „Другая война“», в фильме есть персонажи из более комедийных миров, чем Мстители, в картине много светлых моментов, как, впрочем, и тёмных.
В августе 2014 года братья Руссо заявили, что события фильма происходят спустя «пару лет» после «Другой войны» и разворачиваются вокруг отношений Стива Роджерса и Баки Барнса, а также затрагивают политические темы, связанные с Капитаном Америкой. Энтони отметил: «Персонаж был придуман для явно политических целей. Поэтому трудно от этого отойти». Руссо упомянули «несколько новых элементов, которые позволят по-новому взглянуть на „Другую войну“». Им понравился первый вариант сценария, представленный Маркусом и Макфили. В сентябре Джо сообщил о ещё одной «большой идее, которая в какой-то мере изменит вселенную в целом», подобно падению «Щ.И.Т.а» в «Другой войне». Остальное в фильме, включая персонажей, сюжет и атмосферу, открыто для режиссёрских и сценарных интерпретаций.

### Предпроизводство
В октябре 2014 года Роберт Дауни-младший вступил в переговоры о повторении своей роли Тони Старка / Железного человека. Участие Дауни позволило адаптировать сюжетную линию написанного Марком Милларом комикса «Гражданская война», в котором Железный человек противостоял Капитану Америке. В конце месяца было подтверждено, что Себастиан Стэн вернётся в роли Джеймса «Баки» Барнса / Зимнего солдата. Несколько дней спустя Marvel объявила, что фильм получил наименование «Первый мститель: Противостояние», подтвердила появление Дауни и объявила, что Чедвик Боузман исполнит роль Т’Чаллы / Чёрной пантеры в преддверии своего собственного сольного фильма. Файги подтвердил, что фильм станет первой картиной Третьей фазы КВМ. Энтони Руссо заявил, что адаптация «Гражданской войны» изначально не планировалась в качестве сюжетной линии и направленности фильма. В этой связи Маркус отметил, что, хотя эта версия была с самого начала, её так и не воплотили в сценарий, а работали над третьим фильмом о Капитане Америке, согласно пожеланиям руководства Марвел. В какой-то момент Файги посоветовал команде сценаристов начать адаптировать «Гражданскую войну». По словам Макфили, центральная тема, включая персонажа Земо, были взяты из несостоявшейся третьей части. Согласно братьям Руссо, если бы переговоры с Дауни об участии в фильме провалились, они бы использовали «Бомбу Безумия» — сюжетную линию из комиксов о Капитане Америке, которая в конечном итоге была использована в качестве сюжетной линии в первом сезоне телесериала «Агент Картер» (2015—2016). По сюжету, Гельмут Земо взрывает «Бомбу Безумия», которая «превращает орды людей в берсерков» — физическую угрозу для Капитана Америки, в то же время натравливая героев друг на друга, поскольку некоторые из них оказываются под воздействием Бомбы.
В ноябре 2014 года к актёрскому составу присоединился Даниэль Брюль, а Энтони Маки и Фрэнк Грилло вернулись к ролям Сэма Уилсона / Сокола и Брока Рамлоу / Кроссбоунса, соответственно. После взлома компьютеров и серверов Sony Pictures в ноябре 2014 года были опубликованы электронные письма сопредседателя Sony Pictures Entertainment Эми Паскаль и президента Дага Белграда, в которых говорилось, что Marvel хотят включить в фильм Человека-паука (права на экранизацию которого принадлежат Sony), но переговоры между студиями по этому поводу были сорваны. В феврале 2015 года Sony Pictures и Marvel Studios заключили лицензионное соглашение об использовании Человека-паука в фильмах КВМ, и появились сообщения о появлении персонажа в «Противостоянии». В январе 2015 года Маки сообщил, что, помимо Атланты, фильм будет сниматься в Пуэрто-Рико и Берлине, а братья Руссо подтвердили, что Скарлетт Йоханссон вернётся к роли Наташи Романофф / Чёрной вдовы. Редактор Джеффри Форд, работавший над «Другой войной», также заявил о своём участии в разработке «Противостояния». В марте 2015 года стало известно, что Джереми Реннер вернётся к роли Клинта Бартона / Соколиного глаза. В следующем месяце стало известно, что фильм будет переведён в 3D-формат в процессе постпроизводства, и что Брюль исполнит роль Гельмута Земо. Кроме того, Элизабет Олсен сообщила, что вновь сыграет Ванду Максимофф.

### Съёмки

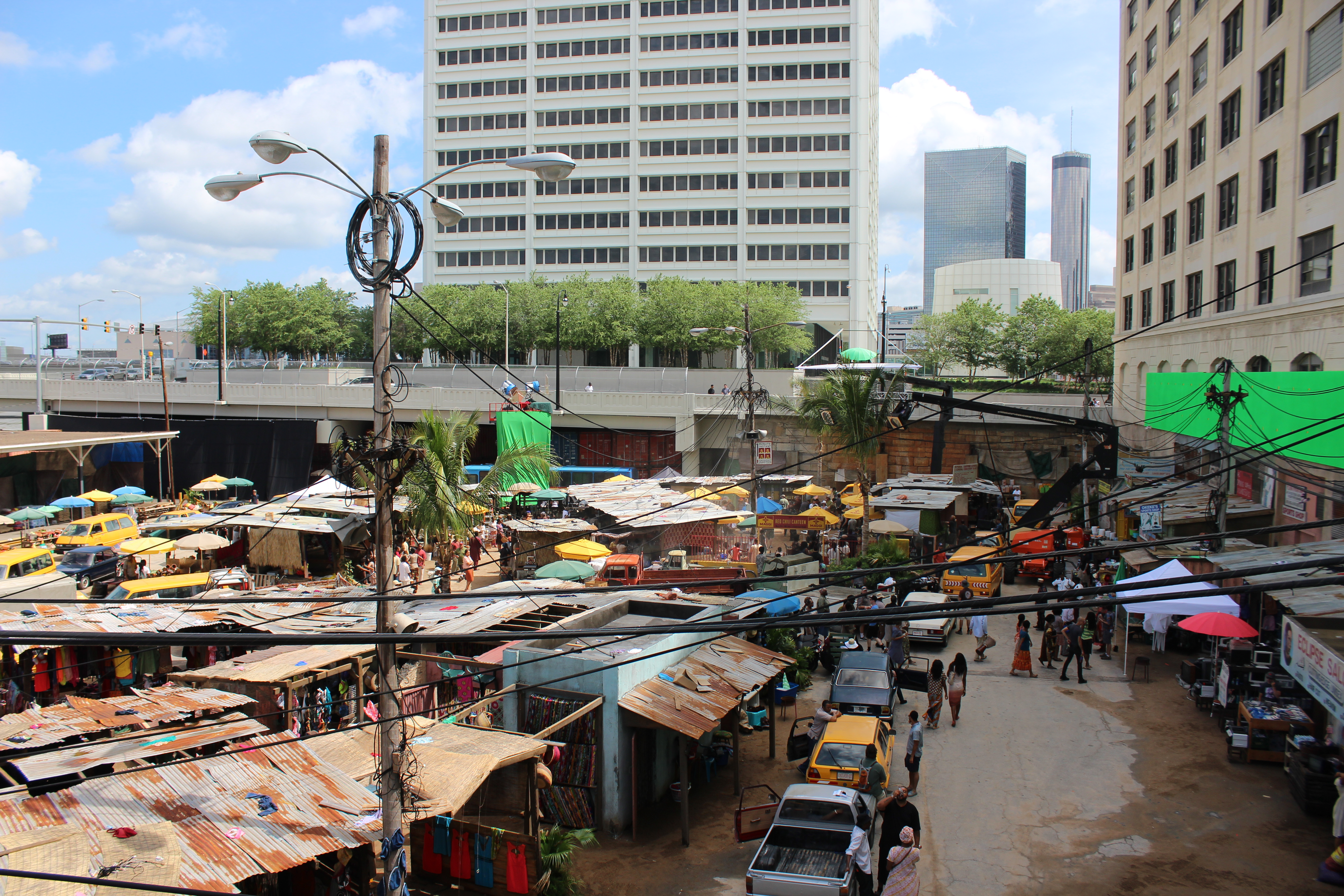
Съёмочная площадка фильма в Мидтаун Атланты

Съёмочный процесс начался 27 апреля 2015 года в округе Фейетт (штат Джорджия) на студии Pinewood Atlanta Studios под рабочим названием «Sputnik» (с англ. — «Спутник»). Съёмки также проходили в районе Бакхед в Атланте; христианской церкви Пичтри в Мидтауне Атланты; в центре Атланты, включая район рядом с «Стэйт Фарм-ареной», известной как «Галч», которая послужила локацией рынка в Лагосе; в Норкроссе (штат Джорджия). Штаб-квартира Porsche в Aerotropolis Atlanta выступила штаб-квартирой Мстителей в фильме; Гражданский центр Атланты послужил лабораторией института инфекционных заболеваний в Лагосе; интерьер последней локации также использовался в качестве локаций Массачусетского технологического института (МТИ), а третья часть локаций использовалась для изображения Берлина. Трент Опалок выступил оператором-постановщиком, в то время как Чад Стахелски, Дэвид Литч и Спиро Разатос были назначены режиссёрами второго плана.
В начале мая Marvel объявили, что Мартин Фриман получил роль в фильме, а также подтвердили участие в фильме Пола Беттани в роли Вижна, Дона Чидла в роли Джеймса Роудса / Воителя, Пола Радда в роли Скотта Лэнга / Человека-муравья, Эмили Ванкэмп в роли Шэрон Картер и Уильяма Хёрта в роли Таддеуса Росса. Сэмюэл Л. Джексон, исполнивший роль Ника Фьюри в двух предыдущих фильмах о Капитане Америка, не был включён в актёрский состав. Мур объяснил решение тем, что «[Фьюри] ничего не привносит в историю Гражданской войны». По словам Маркуса, персонажа нельзя было ставить в ситуацию выбора между сторонами, «это не его место во вселенной». После раскрытия актёрского состава фильма многие СМИ и фанаты стали называть фильм «Мстители 2,5», как по причине разнообразия актёрского состава, обычно присущего фильмам о Мстителях, а также того факта, что фильм больше не был ориентирован на Капитана Америку, как в случае с «Другой войной».
К концу июня съёмочный процесс был почти закончен, а в начале августа производство фильма переместилось в Германию. Места съёмок в Германии включали в себя Олимпийский стадион, Потсдамскую площадь, Берлинский международный конгресс-центр и выставочный центр «Мессе Берлин» в Берлине, а также аэропорт Лейпциг/Галле в Шкойдице. Студийная работа велась на Babelsberg Studio. Дополнительные съёмки проходили в Пуэрто-Рико и Норвегии, а также были запланированы в Исландии. 22 августа 2015 года съёмки фильма официально завершились.

### Постпроизводство
В сентябре 2015 года Марк Руффало, известный по роли Брюса Бэннера / Халка в КВМ, заявил, что его персонаж изначально был в сценарии «Противостояния», но был исключён из-за концовки «Эры Альтрона», так как Marvel «не хотели раскрывать информацию, где [он] и почему». В феврале 2016 года выяснилось, что Мартин Фримен исполнит роль Эверетта К. Росса, а также появились новости о участии в проекте Гвинет Пэлтроу в роли Пеппер Поттс. В апреле 2016 года выяснилось, что Пэлтроу не появится в фильме.
Работа над фильмом была завершена 4 апреля 2016 года. Позже в апреле стало известно, что в фильме примут участие Элфри Вудард и Джим Раш. Файги также отметил, что режиссёр «Чёрной пантеры», Райан Куглер, внёс свой вклад в диалоги Чёрной пантеры в нескольких сценах во время пересъёмок. На премьере фильма стало известно, что Мариса Томей исполнила роль Мэй Паркер, тёти Питера Паркера.

## Музыка
Композитор фильма «Первый мститель: Другая война» (2014) Генри Джекман вернулся к написанию партитуры для данного фильма. Джекман отметил, что фильм по тональности отличается от приквела, с более симфонической и оркестровой музыкой. Кульминацией стала «несколько оперная и … почти классическая по своему стилю» музыка к финальной битве между Капитаном Америкой, Зимним солдатом и Железным человеком. Джекман развил темы Капитана Америки и Зимнего солдата из «Другой войны», а также ввёл лейтмотивы новых персонажей — Человека-паука, Чёрной Пантеры и Гельмута Земо. Композитор старался не влиять на отношение аудитории к сторонам центрального конфликта с помощью музыкальных тем отдельных персонажей. Джекман сочинил новую главную тему, «которая уравновешивает всё». Партитура фильма была выпущена 6 мая 2016 года в альбоме саундтреков на лейбле Hollywood Records.

## Рекламная кампания
Первые кадры фильма были показаны на выставке D23 Expo в августе 2015 года, а дополнительные — в следующем месяце на Asia Pop Comic Convention. Эти показы получили исключительно положительный отклик у зрителей.
Первый трейлер к фильму был показан на канале «Джимми Киммел в прямом эфире» 25 ноября 2015 года и за несколько часов стал самой популярной темой обсуждения в Твиттере. Трейлер собрал 61 млн просмотров за первые 24 часа после премьеры, побив рекорд трейлера «Эры Альтрона». Во время Супербоула 50 был показан тизер фильма, который вызвал большой интерес в социальных сетях. С 7 по 10 марта Marvel выпустила отдельные постеры персонажей фильма и выложила в Facebook два небольших видеоролика с участниками «Команды Капитана» и «Команды Железного человека». Был выпущен и второй трейлер. 2 мая 2016 года Эванс, Реннер и руководители Marvel позвонили в колокол открытия Нью-Йоркской фондовой биржи в честь начала кинопроката фильма.

## Премьера

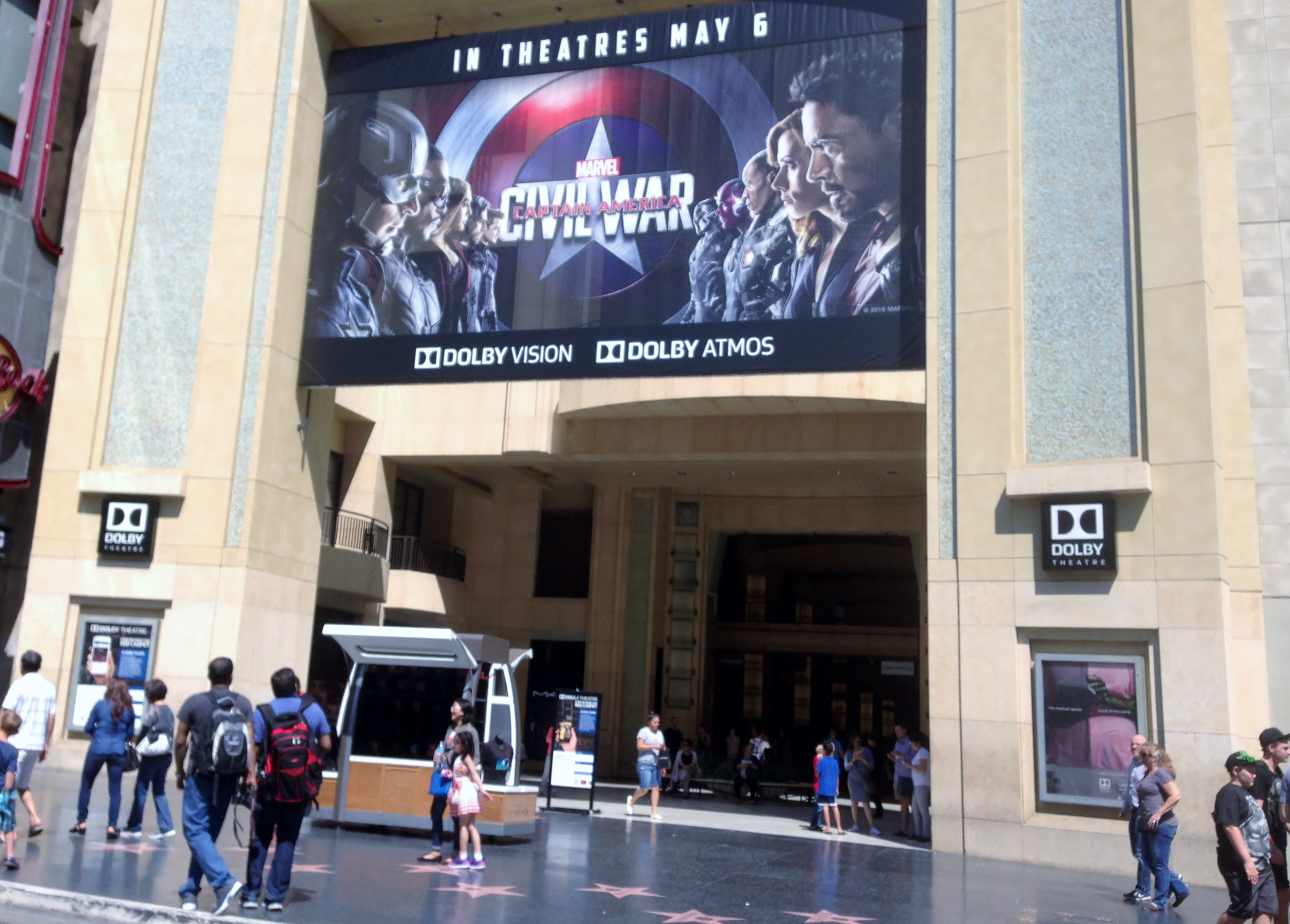
Рекламный постер фильма на входе в театр «Долби» в Голливуде (Лос-Анджелес)

### Показ в кинотеатрах
«Первый мститель: Противостояние» стал первым фильмом, выпущенным в рамках Третьей фазы КВМ. Премьера фильма состоялась 12 апреля 2016 года в театре «Долби» в Голливуде (Лос-Анджелес), а 13 апреля он был показан на CinemaCon 2016. Премьера фильма в Юго-Восточной Азии состоялась 21 апреля на курорте Marina Bay Sands в Сингапуре, а в Европе — 26 апреля в кинотеатрах Vue Cinemas в Westfield London. Международный прокат фильма начался 27 апреля. В первые выходные показ прошёл в 61 стране, включая Великобританию(29 апреля). Премьера в Северной Америке состоялась 6 мая, фильм был показан более чем в 4200 кинотеатрах, из них 3300 были представлены в формате 3D, а также 378 кинотеатров IMAX, 480 широкоформатных кинотеатров премиум-класса и 161 кинотеатр формата D-Box. На международном уровне фильм шёл в 955 кинотеатрах IMAX; в Южной Корее, например, количество кинотеатров было рекордным — 1989. В сентябре 2014 года телеканал TNT приобрёл права на кабельное вещание фильма и выпустил его в эфир через два года после выхода в кинопрокат. Премьера фильма в России состоялась 5 мая 2016 года.

### Выход в цифровом формате
«Первый мститель: Противостояние» был выпущен компанией Walt Disney Studios Home Entertainment 2 сентября 2016 года в цифровом формате, а 13 сентября 2016 года — на Blu-ray, Blu-ray 3D и DVD. Цифровой и Blu-ray релизы включают в себя закадровые сцены, аудиокомментарии, удалённые сцены, неудачные дубли и эксклюзивное превью фильма «Доктор Стрэндж» (2016). К цифровому релизу прилагается эксклюзивный «шуточный» короткометражный фильм «Команда Тора» (от режиссёра фильма «Тор: Рагнарёк» (2017) Тайки Вайтити), первоначально представленный на San Diego Comic-Con (2016). В короткометражке показано, чем занимался Тор во время событий «Противостояния». «Первый мститель: Противостояние» вышел на Ultra HD Blu-ray 23 апреля 2019 года. Улучшенная IMAX-версия фильма стала доступна на стриминговом сервисе Disney+ 12 ноября 2021 года.

## Восприятие

### Кассовые сборы
Фильм «Первый мститель: Противостояние» собрал $ 408,1 млн в США и Канаде и $ 745,2 млн в других странах. Его мировые сборы составили 1 155 046 416 долларов США.
К 10 мая 2016 года фильм собрал $ 737,8 млн, превысив все кинотеатральные сборы «Другой войны» ($ 714,4 млн). Он стал самым кассовым фильмом 2016 года, четвёртым по кассовым сборам супергеройским фильмом всех времён, а также третьим по кассовым сборам фильмом 2016 года в США и Канаде после фильмов «Изгой-один. Звёздные войны: Истории» и «В поисках Дори». Издание Deadline Hollywood подсчитало, что чистая прибыль фильма, с учётом производства, рекламной кампании, участия актёров и других расходов, составила $ 193,4 млн. Благодаря кассовым сборам и доходам от домашних просмотров фильм попал на восьмое место в списке «Самые ценные блокбастеры» 2016 года.

#### США и Канада
За две недели до премьеры компания Fandango Media объявила, что фильм обошёл по предпродажам билетов все предыдущие фильмы КВМ на том же этапе цикла продаж и накануне премьеры достиг самого высокого уровня предварительных продаж для супергеройских фильмов, составив 90 % от продаж билетов в выходные дни. В день премьеры фильм заработал $ 75,5 млн. Кассовые сборы фильма в пятницу составили $ 25 млн от предварительных просмотров в четверг, что является вторым показателем среди фильмов Marvel по сборам в четверг. $ 3,1 млн из 25 млн были заработаны в кинотеатрах IMAX, что обновило рекорд Marvel. Фильм заработал $ 61,2 млн в субботу и $ 42,4 млн в воскресенье, а общая сумма кассовых сборов в первые выходные составила $ 179,1 млн — третий показатель для фильма Marvel и пятый за всё время. Из $ 179,1 млн, 16 млн были получены от IMAX, что стало вторым крупным результатом среди фильмов КВМ. Согласно первоначальным прогнозам, фильм должен был заработать в премьерные выходные $ 175—200 млн, а после пятницы прогноз был скорректирован до $ 172—178 млн. Журнал Boxoffice Pro назвал его «самой надёжной кассовой ставкой» со времён фильма «Звёздные войны: Пробуждение силы» (2015). Во вторые выходные фильм остался на первом месте, а в третий опустился на второе, уступив фильму «Angry Birds в кино». В четвёртые выходные «Первый мститель: Противостояние» стал самым кассовым фильмом 2016 года в Северной Америке, а к 17 июня 2016 года стал первым фильмом 2016 года, собравшим более $ 400 млн.

#### Международный прокат
Премьера фильма «Первый мститель: Противостояние» в 15 странах 27 апреля 2016 года принесла $ 14,9 млн, на следующий день фильм заработал $ 23,8 млн от ещё 15 стран и $ 45,3 млн через два дня от 8 других стран. Первые выходные проката принесли в общей сложности $ 200,4 млн после прогноза о том, что он заработает $ 180—250 млн, из которых $ 9,4 млн поступят от IMAX. Фильм дебютировал под номером один во всех странах, кроме Японии. Во вторые выходные фильм остался на первом месте, заработав $ 217 млн, хотя в странах, где прокат уже шёл, наблюдалось снижение доходов на 55 %; сборы превзошли предыдущие фильмы о Капитане Америка. Для IMAX во вторые выходные фильм заработал $ 31 млн, что стало новым рекордом для Marvel. К третьим выходным фильм оставался на первом месте в нескольких странах, уступая фильму «Angry Birds в кино», и стал самым кассовым фильмом 2016 года и четвёртым по прибыли фильмом о супергероях за пределами Северной Америки.

### Отзывы зрителей и критиков
На сайте-агрегаторе рецензий Rotten Tomatoes фильм получил рейтинг одобрения 91 % на основе 432 отзывов со средней оценкой 7,8/10. Консенсус сайта гласит: «„Первый мститель: Противостояние“ в качестве остросюжетного блокбастера о супергероях начинает новую волну фильмов Marvel, он может похвастаться немультяшным сюжетом и смело исследует темы, заставляющие задуматься». На сайте Metacritic средневзвешенная оценка фильма составляет 75 баллов из 100 на основе 53 рецензий, что соответствует критерию «преимущественно положительные отзывы». Зрители, опрошенные CinemaScore, поставили фильму среднюю оценку «A» по шкале от «A+» до «F». Средняя положительная оценка на PostTrak составляет 88 % общей положительной оценки, 75 % зрителей заявили, что «однозначно рекомендуют его к просмотру».
Джастин Чанг из Variety назвал фильм «самой зрелой и содержательной картиной» в истории Кинематографической вселенной Marvel. Шери Линден из The Hollywood Reporter заявила, что фильм, несомненно, удовлетворит поклонников франшизы, вне зависимости от того, называть ли его «гражданской войной» или «расширением бренда». Робби Коллин из The Daily Telegraph написал: «Это кинематографическая битва супергероев, о которой вы мечтали с детства, именно потому, что она всё то, чем хочет быть». Кэтрин Шоард из The Guardian назвала картину «огромной порцией аспартама: гигантская закуска, перед которой невозможно устоять, непитательная, но очень вкусная». Ричард Роупер из Chicago Sun-Times поблагодарил сорежиссёров и команду сценаристов за создание ряда персонажей из комиксов и сюжетных линий и заметил, что сам он как зритель лишь изредка «терялся в гиковских дебрях». Кеннет Туран из Los Angeles Times назвал фильм одним из самых сильных произведений КВМ. Энтони Скотт из The New York Times связывал успех фильма с тем, что тот не пытается выходить за рамки жанра.
Николас Барбер из «Би-би-си» дал фильму в целом положительную оценку, похвалив визуальные эффекты и экшн, но посчитал, что у Мстителей нет убедительных причин «быть на той или иной стороне, поэтому их неизбежная стычка похожа на игру в доджбол на школьной площадке». Стивен Уитти в рецензии для New York Daily News написал, что, несмотря на название, это версия фильма о Мстителях слишком большого размера, перегруженного до предела. Эндрю О’Хехир, пишущий для сайта Salon, раскритиковал картину и подчеркнул, что бо́льшая часть «Противостояния» — это просто старательная доработка незавершённых сюжетных элементов «Другой войны». Кинокритик Мик Ласалль из San Francisco Chronicle отметил, что с точки зрения идейного содержания картина ущербна, хотя кое-что в ней есть; если оценивать фильм как боевик, то в нём есть удачные моменты, но боевые сцены немного примитивные (за исключением вступительной), поскольку в них отсутствует саспенс: зритель понимает, что ни один из персонажей в итоге не погибнет. Марк Миллар, соавтор комикса «Гражданская война», на котором основан фильм, посчитал, что картине недостаёт легкости, особенно с учётом того, братья Руссо имеют опыт работы в комедийном жанре. Миллар подытожил: «Первые двадцать минут были хорошие, но дальше я, честно говоря, не могу вспомнить, о чём был фильм».

### Награды и номинации
| Наименование награды           | Дата церемонии вручения | Категория                                                      | Получатель(-и) | Результат | Источ.          |
| ------------------------------ | ----------------------- | -------------------------------------------------------------- | --- | --------- | --------------- |
| Teen Choice Awards             | 31 июля 2016            | «Выбор фильма — Научная фантастика/Фэнтези»                    | «Первый мститель: Противостояние»                                                                                           | Победа    | [ 227 ] [ 228 ] |
| Teen Choice Awards             | 31 июля 2016            | «Лучшая мужская роль в фантастическом/фантастическом фильме»   | Крис Эванс | Победа    | [ 227 ] [ 228 ] |
| Teen Choice Awards             | 31 июля 2016            | «Лучшая мужская роль в фантастическом/фантастическом фильме»   | Роберт Дауни-младший | Номинация | [ 227 ] [ 228 ] |
| Teen Choice Awards             | 31 июля 2016            | «Лучшая женская роль в фантастическом/фантастическом фильме»   | Скарлетт Йоханссон | Номинация | [ 227 ] [ 228 ] |
| Teen Choice Awards             | 31 июля 2016            | «Выбор фильма: Химия»                                          | Роберт Дауни-младший, Скарлетт Йоханссон, Дон Чидл, Пол Беттани и Чедвик Боузман                                            | Номинация | [ 227 ] [ 228 ] |
| Teen Choice Awards             | 31 июля 2016            | «Выбор фильма: Химия»                                          | Крис Эванс, Себастиан Стэн, Энтони Маки, Элизабет Олсен и Джереми Реннер                                                    | Номинация | [ 227 ] [ 228 ] |
| Teen Choice Awards             | 31 июля 2016            | «Выбор фильма: Liplock»                                        | Крис Эванс и Эмили Ванкэмп                                                                                                  | Номинация | [ 227 ] [ 228 ] |
| Teen Choice Awards             | 31 июля 2016            | «Звание лучшего кинозлодея»                                    | Даниэль Брюль | Номинация | [ 227 ] [ 228 ] |
| Teen Choice Awards             | 31 июля 2016            | «Кража сцены в фильме»                                         | Чедвик Боузман | Номинация | [ 227 ] [ 228 ] |
| Teen Choice Awards             | 31 июля 2016            | «Кража сцены в фильме»                                         | Том Холланд | Номинация | [ 227 ] [ 228 ] |
| «Выбор критиков»               | 11 декабря 2016         | «Лучший экшн-фильм»                                            | «Первый мститель: Противостояние»                                                                                           | Номинация | [ 229 ]         |
| «Выбор критиков»               | 11 декабря 2016         | «Лучшая мужская роль в боевике»                                | Крис Эванс | Номинация | [ 229 ]         |
| «Выбор критиков»               | 11 декабря 2016         | «Лучшая женская роль в боевике»                                | Скарлетт Йоханссон | Номинация | [ 229 ]         |
| People’s Choice Awards         | 18 января 2017          | «Любимый фильм»                                                | «Первый мститель: Противостояние»                                                                                           | Номинация | [ 230 ]         |
| People’s Choice Awards         | 18 января 2017          | «Любимый боевик»                                               | «Первый мститель: Противостояние»                                                                                           | Номинация | [ 230 ]         |
| People’s Choice Awards         | 18 января 2017          | «Любимый киноактёр»                                            | Роберт Дауни-младший | Номинация | [ 230 ]         |
| People’s Choice Awards         | 18 января 2017          | «Любимый актёр боевиков»                                       | Роберт Дауни-младший | Победа    | [ 230 ]         |
| People’s Choice Awards         | 18 января 2017          | «Любимый актёр боевиков»                                       | Крис Эванс | Номинация | [ 230 ]         |
| People’s Choice Awards         | 18 января 2017          | «Любимый киноактриса»                                          | Скарлетт Йоханссон | Номинация | [ 230 ]         |
| People’s Choice Awards         | 18 января 2017          | «Любимый актриса боевиков»                                     | Скарлетт Йоханссон | Номинация | [ 230 ]         |
| Премия Гильдии киноактёров США | 29 января 2017          | «Лучший каскадёрский ансамбль в игровом кино»                  | «Первый мститель: Противостояние»                                                                                           | Номинация | [ 231 ]         |
| «Энни»                         | 4 февраля 2017          | «Выдающееся достижение — анимация персонажей в живом действии» | «Первый мститель: Противостояние» — Человек-паук — Стив Роулинс, Эбрахим Джахроми, Седрик Ло, Стивен Кинг и Яир Гутьеррес   | Номинация | [ 232 ]         |
| Премия NAACP Image             | 11 февраля 2017         | «Выдающаяся роль второго плана в кинофильме»                   | Чедвик Боузман | Номинация | [ 233 ]         |
| Премия NAACP Image             | 11 февраля 2017         | «Выдающаяся режиссура в кинофильме»                            | Энтони и Джо Руссо | Номинация | [ 233 ]         |
| Kids’ Choice Awards            | 11 марта 2017           | «Любимый фильм»                                                | «Первый мститель: Противостояние»                                                                                           | Номинация | [ 234 ]         |
| Kids’ Choice Awards            | 11 марта 2017           | «Любимая киноактёр»                                            | Роберт Дауни-младший | Номинация | [ 234 ]         |
| Kids’ Choice Awards            | 11 марта 2017           | «Любимая киноактёр»                                            | Крис Эванс | Номинация | [ 234 ]         |
| Kids’ Choice Awards            | 11 марта 2017           | «Любимая киноактриса»                                          | Скарлетт Йоханссон | Номинация | [ 234 ]         |
| Kids’ Choice Awards            | 11 марта 2017           | «Любимый удар по заднице»                                      | Скарлетт Йоханссон | Номинация | [ 234 ]         |
| Kids’ Choice Awards            | 11 марта 2017           | «Любимый удар по заднице»                                      | Крис Эванс | Победа    | [ 234 ]         |
| Kids’ Choice Awards            | 11 марта 2017           | «Любимые враги»                                                | Крис Эванс и Роберт Дауни-младший                                                                                           | Номинация | [ 234 ]         |
| Kids’ Choice Awards            | 11 марта 2017           | #SQUAD                                                         | Крис Эванс, Роберт Дауни-младший, Скарлетт Йоханссон, Себастиан Стэн, Энтони Маки, Дон Чидл, Джереми Реннер, Чедвик Боузман | Номинация | [ 234 ]         |
| «Империя»                      | 19 марта 2017           | «Лучшая мужская роль новичка»                                  | Том Холланд | Номинация | [ 235 ]         |
| «Империя»                      | 19 марта 2017           | «Лучший триллер»                                               | «Первый мститель: Противостояние»                                                                                           | Номинация | [ 235 ]         |
| «Империя»                      | 19 марта 2017           | «Лучший дизайн костюмов»                                       | «Первый мститель: Противостояние»                                                                                           | Номинация | [ 235 ]         |
| «Империя»                      | 19 марта 2017           | «Лучшие визуальные эффекты»                                    | «Первый мститель: Противостояние»                                                                                           | Номинация | [ 235 ]         |
| «Сатурн»                       | 28 июня 2017            | «Лучший фильм — экранизацию комикса»                           | «Первый мститель: Противостояние»                                                                                           | Номинация | [ 236 ]         |
| «Сатурн»                       | 28 июня 2017            | «Лучшая режиссура»                                             | Энтони и Джо Руссо | Номинация | [ 236 ]         |
| «Сатурн»                       | 28 июня 2017            | «Лучшая мужская роль»                                          | Крис Эванс | Номинация | [ 236 ]         |
| «Сатурн»                       | 28 июня 2017            | «Лучшая мужская роль второго плана»                            | Чедвик Боузман | Номинация | [ 236 ]         |
| «Сатурн»                       | 28 июня 2017            | «Лучшая женская роль второго плана»                            | Скарлетт Йоханссон | Номинация | [ 236 ]         |
| «Сатурн»                       | 28 июня 2017            | «Лучший молодой актёр»                                         | Том Холланд | Победа    | [ 236 ]         |
| «Сатурн»                       | 28 июня 2017            | «Лучший монтаж»                                                | Джеффри Форд и Мэттью Шмидт                                                                                                 | Номинация | [ 236 ]         |
| «Сатурн»                       | 28 июня 2017            | «Лучшая работа художника-постановщика»                         | Оуэн Патерсон | Номинация | [ 236 ]         |

## Продолжения

### Возможное участие Эванса
По словам Файги, «Противостояние» завершает трилогию о Капитане Америке, начавшуюся с «Первого мстителя». «Противостояние» является последним сольным фильмом по контракту Эванса, хотя актёр говорил, что готов продлить контракт после фильмов «Мстители: Война бесконечности» (2018) и «Мстители: Финал» (2019). В ноябре 2018 года Джо Руссо заявил, что история персонажа в исполнении Эванса после «Финала» не завершена. В ноябре следующего года, на вопрос, вернётся ли Эванс к роли Капитана Америки, актёр ответил: «Никогда не говори „никогда“. Я люблю своего персонажа. Даже не знаю. Трудно сказать „нет“, но я и не тороплюсь говорить „да“». В январе 2021 года появилась новость о том, что Эванс в скором времени подпишет контракт на повторение роли Капитана Америки в одном из будущих проектов. Это участие Эванса сравнивали со второстепенными ролями Дауни-младшего после «Железного человека 3» (2013) в фильмах «Первый мститель: Противостояние» и «Человек-паук: Возвращение домой» (2017). Позже Эванс сообщил, что сообщение о контракте стало для него «новостью». Веб-сайт Deadline Hollywood заявил, что возможное возвращение актёра ожидается в проекте, который не связан с четвёртой частью про Капитана Америку.

### Сериал и сиквел
19 марта 2021 года на стриминговом сервисе Disney+ был выпущен мини-сериал «Сокол и Зимний солдат», повествующий о Сэме Уилсоне, принявшим титул Капитана Америки, и Баки Барнсе. Главным сценаристом выступил Малкольм Спеллман, режиссёром — Кари Скогланд. Помимо Энтони Маки:4 и Себастиана Стэна, в сериале приняли участие Дон Чидл, Даниэль Брюль и Эмили Ванкэмп; Флоренс Касумба вернулась к роли Айо из предыдущих фильмов КВМ, а Жорж Сен-Пьер повторил роль Жоржа Батрока из фильма «Первый мститель: Другая война» (2014). Сериал стал вторым проектом Четвёртой фазы КВМ.
Мировая премьера четвёртого фильма под названием «Капитан Америка: Новый мир» состоялась 11 февраля 2025 года в Китайском театре TCL, в американский прокат картина вышла 14 февраля. Режиссёром выступил Джулиус Она. Кинокомикс продолжил линию Сэма Уилсона из «Сокола и Зимнего солдата», окончательно принявшем должность Капитана Америки. Сценаристами были назначены Спеллман и Далан Муссон, написавшие сценарий к сериалу. Энтони Маки, Дэнни Рамирес и Карл Ламбли вновь исполнили роли Сэма Уилсона, Хоакина Торреса / Сокола и Исайи Брэдли из «Сокола и Зимнего солдата», соответственно. Тим Блейк Нельсон и Лив Тайлер вернулись к ролям Сэмюэла Стернса / Лидера и Бетти Росс из фильма «Невероятный Халк» (2008). Шира Хаас исполнила роль Сабры, а Харрисон Форд — Таддеуса «Громовержца» Росса. Себастиан Стэн повторил роль Джеймса Бьюкенана Барнса в качестве камео. Проект стал частью Пятой фазы КВМ.